# La Forêt (série de televisão)
La Forêt (O Bosque (título no Brasil) ou The Forest (título em Portugal)) é uma série de televisão francesa de drama policial, criada por Delinda Jacobs e dirigida por Julius Berg. Estreou dia 30 de maio de 2017 no canal belga La Une e em 21 de novembro na France 3. A série estreou na Netflix internacionalmente em julho de 2018.

## Sinopse
Um polícia investigar após uma adolescente, Jennifer Lenoir, desaparece em uma floresta nas Ardenas, França, e são assistidos por sua professora, que teve uma experiência traumática na mesma floresta quando era jovem.

## Elenco
- Suzanne Clément como Virginie Musso
- Samuel Labarthe como Gaspard Decker
- Alexia Barlier como Ève Mendel
- Frédéric Diefenthal como Vincent Musso
- Patrick Ridremont como Thierry Rouget
- Nicolas Marié como Gilles Lopez
- Martha Canga Antonio como Maya Musso
- Francisco Neycken como Julien
- Gilles Vandeweerd como Philippe
- Mélusine Loveniers como Lola Decker
- Cristão Crahay como Abraham Mendel
- Inès Bailly como Océane Rouget
- Isis Guillaume como Jennifer Lenoir

## Produção
La Forêt foi filmada principalmente na região de Valônia na Bélgica em torno de Bruxelas, bem como Dinant, Namur, Rixensart e Court-Saint-Étienne. As filmagens também ocorreram na França, nas Ardenas, particularmente ao redor do Rio Mosa e nas comunas de Haybes e Fumay. A sequência final foi filmada em Bray-Dunes perto de Dunquerque.